# Epicasta turbida
Epicasta turbida là một loài bọ cánh cứng trong họ Cerambycidae.